# Klemens Pierzchała
Klemens Pierzchała (zm. wrzesień 1357) – biskup płocki w latach 1337-1357, dziekan płocki, prepozyt płockiej kapituły katedralnej w 1325 roku.

## Życiorys
Zanim został wybrany już w 1333 przez kapitułę katedralną na biskupa płockiego był tamtejszym dziekanem i prepozytem. Jednak dopiero około 1337 objął po prekonizacji rządy w diecezji. W czasie swoich długich rządów blisko współpracował z książętami mazowieckimi, powiększył też obszar dóbr kościelnych. Zapewne w 1339 wydał przywilej lokacyjny dla Pułtuska. Był świadkiem w polsko-krzyżackim procesie warszawskim 1339 roku.